# Bothriopsis
Bothriopsis es un género de serpientes venenosas que pertenecen a la subfamilia de víboras de foseta. Su área de distribución incluye el este de Panamá y la mayor parte del norte de Sudamérica. Su nombre científico es derivado de las palabras griegas bothros ("foseta") y -opsis ("rostro" o "apariencia"), una alusión a las fosetas loreales. El género está conformado de siete especies reconocidas.

## Descripción
Los miembros de este género varían en tamaño de 50 cm hasta más de 150 cm de longitud. Todos tienen una cola prensil y patrones de color crípticos que suelen ser adaptaciones arbóreas. Estos patrones de color pueden incluir una gran cantidad de tonos verdes, a veces con marcas pálidas u oscuras.

## Distribución geográfica
Su área de distribución se extiende sobre el este de Panamá y la mayor parte del norte de Sudamérica, incluyendo las tierras bajas del Pacífico de Colombia , Perú y Ecuador, la Cordillera de los Andes en Venezuela, Colombia y Bolivia, la Cuenca Amazónica y los bosques atlánticos de Brasil.

## Especies
| Especies      | Autor taxón          | Subesp.* | Nombre común                                    | Distribución geográfica |
| ------------- | -------------------- | -------- | ----------------------------------------------- | --- |
| B. bilineata  | (Wied-Neuwied, 1825) | 1        | Loromachaco (Perú), Lorito o papagayo (Ecuador) | cuenca del Amazonas en América del Sur: Colombia, Venezuela, Guyana, Suriname, Guyana francesa, Brasil, Ecuador, Perú y Bolivia. Una población disyunta vive en la vertiente del Atlántico en e sureste de Brasil. |
| B. medusa     | (Sternfeld, 1920)    | 0        |                                                 | Venezuela, incluyendo la Cordillera de la Costa, the el distrito federal (Caracas) y los estados de Aragua , Bolívar y Carabobo.                                                                                   |
| B. oligolepis | (Werner, 1901)       | 0        | Lamon, Jergón negro (Perú)                      | Vertiente oriental de los Andes en Perú y Bolivia. |
| B. peruviana  | (Boulenger, 1903)    | 0        |                                                 | Sureste de Perú. |
| B. pulchra    | (Peters, 1862)       | 0        |                                                 | Vertiente oriental de los Andes, desde centro-sur de Colombia hasta el sur de Ecuador. |
| B. punctata   | (Garcia, 1896)       | 0        |                                                 | Desde Darién en Panamá por las costa del Pacífico de Colombia y Ecuador hasta el extremo norte de Perú. |
| B. taeniataT  | (Wagler, 1824)       | 1        |                                                 | Bastante común en las selvas tropicales de Ecuador, Colombia, Venezuela, Guyana, Suriname, Guyana Francesa, Brasil, Perú y Bolivia.                                                                                |

*) No se incluye las subespecies nominales.

T) Especie tipo.

## Taxonomía

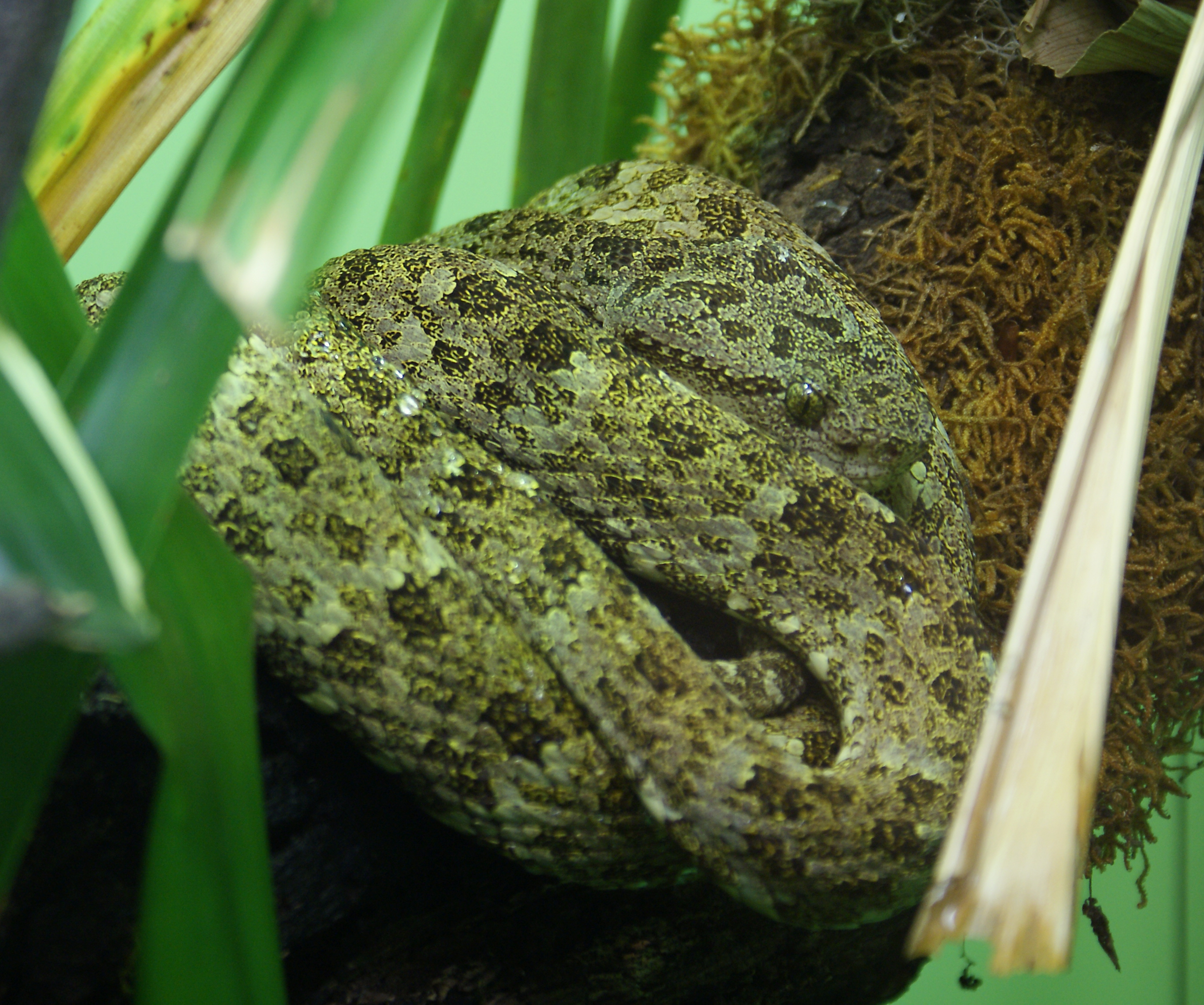
Bothriopsis taeniata

La clasificación de este género es objeto de controversia: varios estudios sugieren que Bothriopsis se sitúa dentro del género Bothrops, haciendo que este último se vuelva parafilético. Por consiguiente, algunos autores han argumentado que Bothriopsis debe ser considerado com sinonimia de Bothrops, mientras que otros han preferido seguir reconociendo el género como válido, con la expectativa de futuros divisiones genéricas en Bothrops.